# ERMA ER-438/ER-440
Le revolver ErMa ER-438 était une copie allemande simplifiée du S&W Chiefs Special vendue essentiellement en Autriche, Allemagne de l'Ouest et aux États-Unis des années 1970 à 1997.

## Variantes
- ER 438 : construite en acier. Finition bleuie.
- ER 440 : construite en inox.

## Dans la culture populaire
Moins fréquent à l'écran que son célèbre modèle US, le petit revolver allemand (chargé à blanc) arme de nombreux policiers et criminels dans les séries Alerte Cobra, Le Clown ou Rex, chien flic tournées en Allemagne ou en Autriche.

## Données techniques
- Type : carcasse fermée et barillet basculant ; double action ; visée fixe ; crosse en bois.
- Usage : défense personnelle.
- Capacité  : 5 cartouches de .38 Special.
- Longueur : 16-18,5 cm (canon de 5 ou 7,5 cm).
- Masse de l'arme vide : 550-600 g environ.

## Sources
- D. VENNER, Les armes de poing de la nouvelle génération, éditions J. Grancher, 1982.
- Revues  Action Guns, AMI et Cibles.